# پیرچاوش (میناس)
پیرچاوش (میناس) مربوط به هزاره اول - دوران‌های تاریخی پس از اسلام است و در شهرستان سلماس، دهستان بروژ، روستای میناس واقع شده و این اثر در تاریخ ۲۳ بهمن ۱۳۸۰ با شمارهٔ ثبت ۴۷۸۲ به‌عنوان یکی از آثار ملی ایران به ثبت رسیده است.